# Calanthe otuhanica
Calanthe otuhanica là một loài thực vật có hoa trong họ Lan. Loài này được C.L.Chan & T.J.Barkman mô tả khoa học đầu tiên năm 1997.